# Каялы, Али
Али Каялы (тур. Ali Kayalı; род. 29 января 1965, Болгария) — турецкий борец вольного стиля, победитель Средиземноморских игр, чемпион и призёр чемпионатов Европы, призёр чемпионата мира, серебряный призёр летних Олимпийских игр 1992 года в Барселоне.

## Карьера
Родился в Болгарии. Выступал в тяжёлой (до 100 кг) весовой категории. В 1990 году принял турецкое гражданство. Победитель Средиземноморских игр 1991 года в Афинах. Чемпион (1991) и бронзовый призёр (1992—1994) чемпионатов Европы. Серебряный призёр чемпионата мира 1993 года в Торонто.
На летних Олимпийских играх 1992 года в Барселоне Каялы в первой схватке проиграл представителю объединённой команды Лери Хабелову. Но затем он победил болгарина Мирослава Макавеева, венгра Шандора Киша, поляка Анджея Радомского и стал вторым в своей подгруппе. В схватке за бронзовую медаль турок победил южнокорейца Ким Тхэу.